# Siphona brevirostris
Siphona brevirostris är en tvåvingeart som beskrevs av Daniel William Coquillett 1897. Siphona brevirostris ingår i släktet Siphona och familjen parasitflugor. Inga underarter finns listade i Catalogue of Life.